# 道格拉斯群島
67°23′S 63°22′E / 67.383°S 63.367°E
道格拉斯群島（英語：Douglas Islands）是南極洲的群島，位於麥克羅伯特森地，處於戴利角西北面22公里、安德爾森島以北5公里和柴爾德岩東北面7公里，現時由南極條約體系管理。